# Styloliet

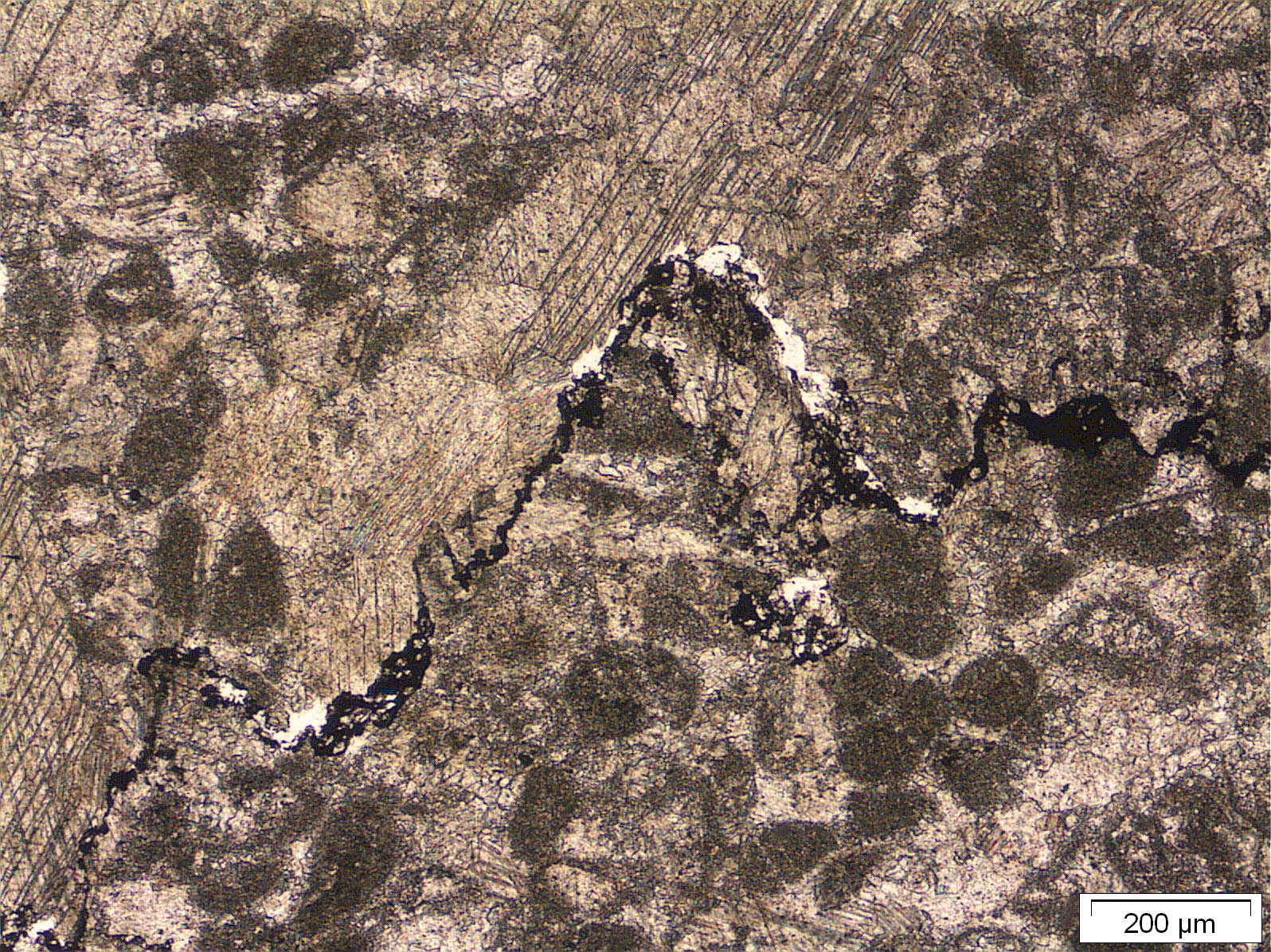
Styloliet in een kalksteen onder de polarisatiemicroscoop. Öhrlikalk formatie, Axen Decke, Wellenberg, Zwitserland.

Een styloliet (Grieks: stylo = pilaar) is een onregelmatig gevormd discontinu vlak in gesteente dat ontstaan is door het oplossen van materiaal. Stylolieten worden gevormd als gesteente tijdens diagenese of deformatie onder mechanische spanning komt te staan.
Stylolieten zien eruit als zeer onregelmatig golvende of getande vlakken in gesteente (zowel met het blote oog als onder de microscoop). Vaak zijn de stylolietvlakken bedekt met onoplosbare mineralen zoals mica's of ertsmineralen of organisch materiaal. Stylolieten komen veel voor in kalksteen, vanwege de hoge oplosbaarheid van het mineraal calciet. Ze komen echter ook voor in andere gesteenten.

## Vorming
Een styloliet wordt niet gevormd door het breken van gesteente, maar door het oplossen ervan. In feite zijn stylolieten het tegenovergestelde van diaklazen: in plaats van uit elkaar te bewegen beweegt het gesteente bij stylolietvlakken door de oplossing van materiaal juist naar elkaar toe.